# World Music Awards
«The World Music Awards» (с англ. — «Мировые музыкальные награды») — международная музыкальная премия, вручавшаяся с 1989 года в Монте-Карло. В последний раз церемония вручения премии состоялась в 2014 году. Присуждалась исполнителям по результатам мировых продаж их аудиозаписей на основании данных Международной федерации производителей фонограмм. Исполнительным продюсером и одним из авторов шоу являлся Джон Мартинотти. Церемония проводилась под патронатом князя Монако Альбера II.
Премия «World Music Awards» вручалась в номинациях: «Поп-исполнитель», «Поп-группа», «Рок-группа», «Кантри-исполнитель», «Исполнитель ритм-энд-блюза» и других. Также вручались награды лучшим национальным исполнителям, например в 2004 году Руслана получила награду в номинации «Самый продаваемый украинский артист». Помимо этого вручались специальные награды — Legend award, исполнителям за выдающийся вклад в музыкальную индустрию и Diamond award, исполнителям, продавшим за свою карьеру более 100 миллионов пластинок. 
В разные годы лауреатами премии становились Глория Гейнор, Демис Руссос, Мадонна, Майкл Джексон, Мэрайя Кэри, Рики Мартин, Дженнифер Лопес, Энрике Иглесиас, Бритни Спирс, Стинг, Linkin Park, Бейонсе, Андреа Бочели, Coldplay, Тату и другие. В 1990 году в качестве гостя в церемонии вручения премии участвовала Алла Пугачёва. Церемония транслировалась в Европе, Северной и Южной Америке, Африке, Азии, Австралии и Новой Зеландии, в целом охватывая более 160 стран мира. Телетрансляцию премии осуществлял канал «ABC».
Альтернативой премии «World Music Awards» стала премия «Big Apple Music Awards», вручаемая с 2004 года ежегодно в Нью-Йорке (США), призванная отметить популярных исполнителей поп и рок музыки из стран Восточной Европы, Азии, Африки, Латинской Америки. Среди лауреатов премии — Вера Брежнева, Джон Бон Джови, Бобби Фаррел, Ла Тойя Джексон, Араш, Шахзода, Сакис Рувас и другие.

## Благотворительность
Все доходы от шоу поступают в Монакский фонд помощи, который помогает нуждающимся областям Африки, Азии, Восточной Европы и Бразилии. Среди успешно реализованных проектов фонда — больница в Порт-Буе, Кот-д'Ивуар, обслуживающая более 170 000 человек; дом для девочек с ограниченными возможностями в Катуранде, Шри-Ланка; больница и школа в Нигере; больница в Камбодже. Кроме того, строятся дом для детей-сирот в Бразилии и деревня для бездомных на Мадагаскаре, реконструируется больница в Мокатаме, Египет.

## Церемонии награждения
- 2001 World Music Awards (прошла 2 мая в «Sporting Club» в Монако)
- 2002 World Music Awards (прошла 6 мая в «Sporting Club» в Монако)
- 2003 World Music Awards (прошла 12 октября в Монако)
- 2004 World Music Awards (прошла 15 сентября в Лас-Вегасе)
- 2005 World Music Awards (прошла 31 августа в «Kodak Theatre» в Голливуде)
- 2006 World Music Awards (прошла 15 ноября в «Earls Court» в Лондоне)
- 2007 World Music Awards (прошла 4 ноября в Монако)
- 2008 World Music Awards (прошла 9 ноября в Монако)
- 2009 World Music Awards (прошла 25 ноября в Монако)
- 2010 World Music Awards (прошла 18 мая в Монако)
- 2014 World Music Awards (прошла 27 мая в Монако)